# Brazilië op de Olympische Zomerspelen 2008
Brazilië nam deel aan de Olympische Zomerspelen 2008 in Peking, China. Brazilië debuteerde op de Zomerspelen in 1920 en deed in 2008 voor de 20e keer mee. Er werden zeven medailles meer gewonnen dan in 2004, maar het aantal goud nam met twee af.

## Medailleoverzicht
| Sport     | Olympiër                                                             | Discipline         | Medaille |
| --------- | -------------------------------------------------------------------- | ------------------ | -------- |
| Atletiek  | Maurren Higa Maggi                                                   | verspringen (v)    | Goud     |
| Volleybal | Olympisch team                                                       | vrouwen            | Goud     |
| Zwemmen   | César Cielo Filho                                                    | 50 m vrij (m)      | Goud     |
| Voetbal   | Olympisch team                                                       | vrouwen            | Zilver   |
| Volleybal | Olympisch team                                                       | mannen             | Zilver   |
| Volleybal | Marcio Araujo Fabio Magalhaes                                        | beachvolleybal (m) | Zilver   |
| Zeilen    | Bruno Prada Robert Scheidt                                           | star klasse (m)    | Zilver   |
| Atletiek  | Bruno de Barros Vicente Lenilson José Carlos Moreira Sandro Viana    | 4 x 100 m (m)      | Brons    |
| Atletiek  | Rosemar Coelho Neto Lucimar de Moura Thaissa Presti Rosangela Santos | 4 x 100 m (v)      | Brons    |
| Judo      | Leandro Guilheiro                                                    | tot 73 kg (m)      | Brons    |
| Judo      | Tiago Camilo                                                         | tot 81 kg (m)      | Brons    |
| Judo      | Ketleyn Lima Quadros                                                 | tot 57 kg (v)      | Brons    |
| Taekwondo | Natalia Falavigna                                                    | boven 67 kg (v)    | Brons    |
| Voetbal   | Olympisch elftal                                                     | mannen             | Brons    |
| Volleybal | Ricardo Santos Emanuel Rego                                          | beachvolleybal (m) | Brons    |
| Zeilen    | Fernanda Oliveira Isabel Swan                                        | 470 klasse (v)     | Brons    |
| Zwemmen   | Cesar Cielo Filho                                                    | 100 m vrij (m)     | Brons    |

## Deelnemers en resultaten
(m) = mannen, (v) = vrouwen 

### Atletiek
| Olympiër                                                             | Discipline               | Resultaat | Prestatie |
| -------------------------------------------------------------------- | ------------------------ | --------- | --- |
| Vicente Lenilson                                                     | 100m (m)                 | 27e       | serie 1: 3e in 10,26 kwartfinale 5: 7e in 10,31 |
| José Carlos Moreira                                                  | 100m (m)                 | 28e       | serie 5: 3e in 10,29 kwartfinale 2: 6e in 10,32 |
| Sandro Viana                                                         | 100m (m)                 | 52e       | serie 8: 6e in 10,60 |
| Bruno de Barros                                                      | 200m (m)                 | 45e       | serie 4: 5e in 21,15 |
| Sandro Viana                                                         | 200m (m)                 | 30e       | serie 7: 4e in 20,84 kwartfinale 3: 7e in 21,07 |
| Fernando de Almeida                                                  | 400m (m)                 | 45e       | serie 3: 5e in 46,60 |
| Kléberson Davide                                                     | 800m (m)                 | 45e       | serie 6: 5e in 1.48,53 |
| Fabiano Peçanha                                                      | 800m (m)                 | 18e       | serie 1: 4e in 1.46,54 halve finale 2: 8e in 1.47,07 |
| Hudson de Souza                                                      | 1500m (m)                | 19e       | serie 3: 7e in 3.37,06 |
| Anselmo da Silva                                                     | 110m horden (m)          | 30e       | serie 5: 4e in 13,81 kwartfinale 4: 7e in 13,84 |
| Mahau Suguimati                                                      | 400m horden (m)          | 15e       | serie 1: 3e in 49,45 kwartfinale 2: 7e in 50,16 |
| Bruno de Barros Vicente Lenilson José Carlos Moreira Sandro Viana    | 4x100m (m)               | Brons     | serie 1 4e in 39,01 finale: 3e in 38,24 |
| Franck Caldeira                                                      | marathon (m)             | DNF       | niet gefinisht |
| Marílson dos Santos                                                  | marathon (m)             | DNF       | niet gefinisht |
| José Teles                                                           | marathon (m)             | 38e       | 2:20.25 |
| José Alessandro Baggio                                               | 20km snelwandelen (m)    | 14e       | 1:21.43 |
| Mário dos Santos                                                     | 50km snelwandelen (m)    | 41e       | 4:10.25 |
| Mauro Vinícius da Silva                                              | verspringen (m)          | 26e       | kwalificatie groep A: 14e met 7,75m |
| Jadel Gregório                                                       | hink-stap-springen (m)   | 6e        | kwalificatie groep A: 6e met 17,15m finale: 6e met 17,20m |
| Jefferson Sabino                                                     | hink-stap-springen (m)   | 28e       | kwalificatie groep A: 15e met 16,45m |
| Mauro Vinícius da Silva                                              | hoogspringen (m)         | 10e       | kwalificatie groep B: 1e met 2,29m finale: 10e met 2,20m |
| Mauro Vinícius da Silva                                              | polsstokhoogspringen (m) | 25e       | kwalificatie groep B: 14e met 5,45m |
| Carlos Chinin                                                        | tienkamp (m)             | DNF       | 100m: 13e in 10,99 (863 punten) verspringen: 27e met 6,94m (799 punten) kogelstoten: geen geldige poging (0 punten) hoogspringen: 11e met 1,99m (794 punten) 400m: 12e in 49,21 (851 punten) 110m horden: niet gestart                                                                           |
|                                                                      |                          |           | |
| Lucimar de Moura                                                     | 100m (v)                 | 37e       | serie 2: 4e in 11,60 kwartfinale 4: 8e in 11,67 |
| Evelyn dos Santos                                                    | 200m (v)                 | 23e       | serie 6: 5e in 23,43 kwartfinale 1: 6e in 23,35 |
| Maria Laura Almirão                                                  | 400m (v)                 | 38e       | serie 4: 5e in 53,26 |
| Maíla Machado                                                        | 100m horden (v)          | 33e       | serie 2: 7e in 13,45 |
| Lucimar Teodoro                                                      | 400m horden (v)          | 33e       | serie 1: 6e in 57,68 |
| Zenaide Vieira                                                       | 3000m steeplechase (v)   | DNF       | serie 2: niet gefinisht |
| Lucimar de Moura Rosemar Coelho Neto Thaissa Presti Rosângela Santos | 4x100m (v)               | Brons     | serie 1: 3e in 43,38 finale: 3e in 43,14 |
| Maria Laura Almirão Emmily Pinheiro Lucimar Teodoro Josiane Tito     | 4x400m (v)               | 13e       | serie 2: 5e in 3.30,10 |
| Keila Costa                                                          | verspringen (v)          | 10e       | kwalificatie groep B: 3e met 6,62m finale: 10e met 6,43m |
| Maurren Maggi                                                        | verspringen (v)          | Goud      | kwalificatie groep A: 1e met 6,79m finale: 1e met 7,04m |
| Gisele de Oliveira                                                   | hink-stap-springen (v)   | 23e       | kwalificatie groep B: 11e met 13,81m |
| Fabiana Murer                                                        | polsstokhoogspringen (v) | 10e       | kwalificatie groep B: 2e met 4,50m finale: 10e met 4,45m |
| Elisangela Adriano                                                   | discuswerpen (v)         | 19e       | kwalificatie groep A: 11e met 58,84m |
| Alessandra Resende                                                   | speerwerpen (v)          | 27e       | kwalificatie groep A: 15e met 56,53m |
| Lucimara da Silva                                                    | zevenkamp (v)            | 17e       | 100m horden: 11e in 13,55 (1043 punten) hoogspringen: 6e met 1,83m (1016 punten) kogelstoten: 38e met 11,59m (634 punten) 200m: 17e in 24,56 (928 punten) verspringen: 11e met 6,18m (905 punten) speerwerpen: 27e met 40,34m (674 punten) 800m: 20e in 2.16,20 (876 punten) totaal: 6076 punten |

### Basketbal
| Olympiër | Discipline | Resultaat | Prestatie |
| --- | ---------- | --------- | --- |
| Adriana Moisés Pinto Karla Costa Karen Gustavo Rocha Micaela Martins Jacintho Fernanda Neves Beling Cláudia das Neves Jucimara Evangelista Dantas Soeli Garvão Zakrzeski Patrícia Ferreira Franciele Nascimento Graziane de Jesus Coelho Kelly Santos | vrouwen    | 11e       | groep A: 6e V van Zuid-Korea: 62-68 V van Australië: 65-80 V van Letland: 78-79 V van Rusland: 64-74 W van Wit-Rusland: 68-53 |

| Groep A |             |             |             |             |        |        |        |        |
| #       | Land        | Wedstrijden | Wedstrijden | Wedstrijden | Punten | Punten | Punten | Punten |
| #       | Land        | G           | W           | V           | V      | T      | Saldo  | Punten |
| 1       | Australië   | 5           | 5           | 0           | 424    | 319    | +105   | 10     |
| 2       | Rusland     | 5           | 4           | 1           | 339    | 333    | +6     | 9      |
| 3       | Wit-Rusland | 5           | 2           | 3           | 324    | 332    | -8     | 7      |
| 4       | Zuid-Korea  | 5           | 2           | 3           | 327    | 360    | -33    | 7      |
| 5       | Letland     | 5           | 1           | 4           | 334    | 387    | -53    | 6      |
| 6       | Brazilië    | 5           | 1           | 4           | 337    | 354    | -17    | 6      |

| Ronde       | Datum  | Plaats     | Land  | Score       | Land |
| ----------- | ------ | ---------- | ----- | ----------- | ---- |
| Groepsfase  |        |            |       |             |      |
| 9 augustus  | Peking | Zuid-Korea | 68-62 | Brazilië    |      |
| 11 augustus | Peking | Australië  | 80-65 | Brazilië    |      |
| 13 augustus | Peking | Brazilië   | 78-79 | Letland     |      |
| 15 augustus | Peking | Rusland    | 74-64 | Brazilië    |      |
| 17 augustus | Peking | Brazilië   | 68-53 | Wit-Rusland |      |

### Boksen
| Olympiër            | Discipline | Resultaat | Prestatie |
| ------------------- | ---------- | --------- | --- |
| Paulo Carvalho      | -48kg (m)  | 5e        | 1e ronde: W van MAR Bouchtouk: 13-7 2e ronde: W van GHA Plange: 21-12 kwartfinale: V van CUB Hernández: 6-21 |
| Robenílson de Jesus | -51kg (m)  | 9e        | 1e ronde: W van SRI Rathnayake: 13-3 2e ronde: V van TJK Yusunov: 6-12                                       |
| Robson Conceição    | -57kg (m)  | 17e       | 1e ronde: V van CHN Li: 4-12                                                                                 |
| Éverton Lopes       | -60kg (m)  | 17e       | 1e ronde: V van KGZ Talasbayev: 7-9                                                                          |
| Myke Carvalho       | -64kg (m)  | 17e       | 1e ronde: V van MRI Colin: 11-15                                                                             |
| Washington Silva    | -81kg (m)  | 5e        | 1e ronde: W van HAI Augustama: 6-2 2e ronde: W van GHA Samir: 9-7 kwartfinale: V van IRL Egan: 0-8           |

### Boogschieten
| Olympiër      | Discipline      | Resultaat | Prestatie                                                            |
| ------------- | --------------- | --------- | -------------------------------------------------------------------- |
| Luiz Trainini | individueel (m) | 33e       | plaatsingsronde: 61e met 610 punten 1e ronde: V van KOR Park: 99-116 |

### Gewichtheffen
| Olympiër       | Discipline | Resultaat | Prestatie                                                     |
| -------------- | ---------- | --------- | ------------------------------------------------------------- |
| Wellison Silva | -69kg (m)  | 18e       | trekken: 15e met 135 kg stoten: 18e met 155 kg totaal: 290 kg |

### Gymnastiek
| Olympiër                                                                                    | Discipline               | Resultaat | Prestatie |
| Ritmisch                                                                                    | Ritmisch                 | Ritmisch  | Ritmisch |
| ------------------------------------------------------------------------------------------- | ------------------------ | --------- | --- |
| Luana Faro Daniela Leite Tayanne Mantovaneli Luisa Matsuo Marcela Menezes Nicole Muller     | team (v)                 | 12e       | kwalificatie: 12e touwen: 12e met 14,900 punten bal/knotsen: 12e met 14,225 punten totaal: 29,125 punten |
| Turnen                                                                                      |                          |           | |
| Diego Hypólito                                                                              | sprong (m)               | 25e       | kwalificatie: 25e met 16,100 punten |
| Diego Hypólito                                                                              | vloer (m)                | 6e        | kwalificatie: 1e met 15,950 finale: 6e met 15,200 punten |
|                                                                                             |                          |           | |
| Jade Barbosa                                                                                | sprong (v)               | 7e        | kwalificatie: 17e met 15,100 punten finale: 7e met 14,487 punten |
| Daiane dos Santos                                                                           | vloer (v)                | 6e        | kwalificatie: 5e met 15,275 punten finale: 6e met 14,975 punten |
| Jade Barbosa                                                                                | meerkamp individueel (v) | 10e       | kwalificatie: 12e sprong: 17e met 15,100 punten brug: 22e met 14,800 punten balk: 32e met 14,700 punten vloer: 13e met 14,900 punten totaal: 59,500 punten finale: 10e sprong: 8e met 15,025 punten brug: 12e met 15,075 punten balk: 9e met 15,500 punten vloer: 19e met 13,950 punten totaal: 59,550 punten   |
| Ethiene Franco                                                                              | meerkamp individueel (v) | 36e       | kwalificatie: 36e sprong: 61e met 14,175 punten brug: 55e met 14,100 punten balk: 42e met 14,400 punten vloer: 35e met 14,275 punten totaal: 56,950 punten |
| Ana Cláudia Silva                                                                           | meerkamp individueel (v) | 22e       | kwalificatie: 28e sprong: 39e met 14,750 punten brug: 3te met 14,550 punten balk: 73e met 13,475 punten vloer: 15e met 14,800 punten totaal: 57,575 punten finale: 22e sprong: 20e met 14,175 punten brug: 23e met 14,175 punten balk: 21e met 14,175 punten vloer: 16e met 14,350 punten totaal: 56,875 punten |
| Jade Barbosa Daiane dos Santos Ethiene Franco Daniele Hypólito Ana Cláudia Silva Laís Souza | meerkamp team (v)        | 8e        | kwalificatie: 7e sprong: 5e met 59,450 punten brug: 10e met 58,425 punten balk: 11e met 56,675 punten vloer: 5e met 59,250 punten totaal: 233,800 punten finale: 8e sprong: 5e met 44,300 punten brug: 7e met 43,700 punten balk: 7e met 43,900 punten vloer: 6e met 42,975 punten totaal: 174,875 punten       |

### Handbal

#### Mannen
| Olympiër | Discipline | Resultaat | Prestatie |
| --- | ---------- | --------- | --- |
| Maik Santos Fernando Pacheco Filho Carlos Ertel Renato Ruy Bruno Souza Leonardo Bortolini Helio Justino Alexandre Vasconcelos Silvio Laureano Alexandre Silva Felipe Ribeiro Bruno Santana Jardel Pizzinato Guilherme Oliveira | mannen     | 11e       | groep B: 5e V van Frankrijk: 26-34 V van Kroatië: 14-33 V van Polen: 25-28 W van China: 29-22 V van Spanje: 35-36 |

| Groep B |           |             |             |             |             |            |            |            |        |
| #       | Land      | Wedstrijden | Wedstrijden | Wedstrijden | Wedstrijden | Doelpunten | Doelpunten | Doelpunten | Punten |
| #       | Land      | G           | W           | G           | V           | V          | T          | Saldo      | Punten |
| 1       | Frankrijk | 5           | 4           | 1           | 0           | 148        | 115        | +33        | 9      |
| 2       | Polen     | 5           | 3           | 1           | 1           | 147        | 128        | +19        | 7      |
| 3       | Kroatië   | 5           | 3           | 0           | 2           | 140        | 115        | +25        | 6      |
| 4       | Spanje    | 5           | 3           | 0           | 2           | 152        | 147        | +5         | 6      |
| 5       | Brazilië  | 5           | 1           | 0           | 4           | 129        | 153        | -24        | 2      |
| 5       | China     | 5           | 0           | 0           | 5           | 104        | 164        | -60        | 0      |

| Ronde       | Datum  | Plaats    | Land  | Score    | Land |
| ----------- | ------ | --------- | ----- | -------- | ---- |
| Groepsfase  |        |           |       |          |      |
| 10 augustus | Peking | Frankrijk | 34-26 | Brazilië |      |
| 12 augustus | Peking | Brazilië  | 14-33 | Kroatië  |      |
| 14 augustus | Peking | Polen     | 28-25 | Brazilië |      |
| 16 augustus | Peking | Brazilië  | 29-22 | China    |      |
| 18 augustus | Peking | Spanje    | 36-35 | Brazilië |      |

#### Vrouwen
| Olympiër | Discipline | Resultaat | Prestatie |
| --- | ---------- | --------- | --- |
| Chana Masson Fabiana Diniz Alexandra do Nascimento Daniela Piedade Eduarda Amorim Alessandra Oliveira Ana Paula Rodrigues Aline Rosas Viviane Jacques Lucila Silva Idalina Mesquita Deonise Cavaleiro Aline Santos Darly de Paula | vrouwen    | 9e        | groep B: 5e V van Duitsland: 22-24 G tegen Hongarije: 28-28 V van Rusland: 19-28 W van Zuid-Korea: 33-32 V van Zweden: 22-25 |

| Groep B |            |             |             |             |             |            |            |            |        |
| #       | Land       | Wedstrijden | Wedstrijden | Wedstrijden | Wedstrijden | Doelpunten | Doelpunten | Doelpunten | Punten |
| #       | Land       | G           | W           | G           | V           | V          | T          | Saldo      | Punten |
| 1       | Rusland    | 5           | 4           | 1           | 0           | 148        | 125        | +23        | 9      |
| 2       | Zuid-Korea | 5           | 3           | 1           | 1           | 155        | 127        | +28        | 7      |
| 3       | Hongarije  | 5           | 2           | 1           | 2           | 129        | 142        | -13        | 5      |
| 4       | Zweden     | 5           | 2           | 0           | 3           | 123        | 137        | -14        | 4      |
| 5       | Brazilië   | 5           | 1           | 1           | 4           | 124        | 137        | -13        | 3      |
| 6       | Duitsland  | 5           | 1           | 0           | 4           | 123        | 134        | -11        | 2      |

| Ronde       | Datum  | Plaats    | Land  | Score      | Land |
| ----------- | ------ | --------- | ----- | ---------- | ---- |
| Groepsfase  |        |           |       |            |      |
| 9 augustus  | Peking | Duitsland | 24-22 | Brazilië   |      |
| 11 augustus | Peking | Brazilië  | 28-28 | Hongarije  |      |
| 13 augustus | Peking | Rusland   | 28-19 | Brazilië   |      |
| 15 augustus | Peking | Brazilië  | 33-32 | Zuid-Korea |      |
| 17 augustus | Peking | Zweden    | 25-22 | Brazilië   |      |

### Judo
| Olympiër           | Discipline | Resultaat | Prestatie |
| ------------------ | ---------- | --------- | --- |
| Denílson Lourenço  | -60kg (m)  | 21e       | 1e ronde: W van UKR Korotun: ippon 2e ronde: V van CZE Petřikov: yuko |
| João Derly         | -66kg (m)  | 17e       | 1e ronde: vrij 2e ronde: W van KOR Kim: koka 3e ronde: V van POR Dias: waza-ari |
| Leandro Guilheiro  | -73kg (m)  | Brons     | 1e ronde: W van ARG Bertolotti: waza-ari 2e ronde: W van RSA August: ippon kwartfinale: V van KOR Wang: waza-ari herkansingen: W van UZB Muminov: ippon herkansingen 2: W van UKR Bilodid: ippon bronzen finale: W van IRI Maloumat: ippon                   |
| Tiago Camilo       | -81kg (m)  | Brons     | 1e ronde: vrij 2e ronde: W van JPN Ono: waza-ari 3e ronde: W van IRI Malekmohammadi: ippon kwartfinale: V van GER Bischof: waza-ari herkansingen: W van USA Stevens: yuko herkansingen 2: W van GBR Burton: waza-ari bronzen finale: W van NED Elmont: ippon |
| Eduardo Santos     | -90kg (m)  | 7e        | 1e ronde: W van CHN He: ippon 2e ronde: W van VEN Camacho: ippon kwartfinale: V van FRA Dafreville: ippon herkansingen: W van ITA Meloni: ippon herkansingen 2: V van SUI Aschwanden: scheidsrechterlijke beslissing                                         |
| Luciano Correa     | -100kg (m) | 9e        | 1e ronde: V van NED Grol: waza-ari herkansingen: W van ISR Zeévi: yuko herkansingen 2: V van POL Matyjaszek: ippon |
| João Schlittler    | +100kg (m) | 7e        | 1e ronde: vrij 2e ronde: W van UKR Sotnikov: yuko 3e ronde: W van EST Padar: yuko kwartfinale: V van CUB Brayson: ippon herkansingen: W van LIB Hachache: ippon herkansingen 2: V van FRA Riner: ippon                                                       |
|                    |            |           | |
| Sarah Menezes      | -48kg (m)  | 19e       | 1e ronde: V van HUN Csernoviczki: ippon |
| Andressa Fernandes | -52kg (m)  | 19e       | 1e ronde: V van DOM García: yuko |
| Ketleyn Quadros    | -57kg (m)  | Brons     | 1e ronde: W van KOR Kang: yuko 2e ronde: V van NED Gravenstijn: koka herkansingen: W van ESP Fernández: koka herkansingen 2: W van JPN Sato: ippon bronzen finale: W van AUS Pekli: ippon                                                                    |
| Danielli Yuri      | -63kg (m)  | 18e       | 1e ronde: V van KOR Kong: ippon |
| Mayra Aguiar       | -70kg (m)  | 20e       | 1e ronde: V van ESP Iglesias: yuko |
| Edinanci Silva     | -78kg (m)  | 5e        | 1e ronde: vrij 2e ronde: V van ESP San Miguel: yuko herkansingen: W van RUS Moskalyuk: yuko herkansingen 2: W van ITA Morico: ippon herkansingen 3: W van MGL Mkhamdegd: ippon bronzen finale: V van KOR Jeong: ippon                                        |

### Kanovaren
| Olympiër         | Discipline    | Resultaat | Prestatie                                                                                                 |
| Slalom           | Slalom        | Slalom    | Slalom |
| ---------------- | ------------- | --------- | --- |
| Poliana de Paula | K-1 (v)       | 14e       | voorronde: 14e 1e ronde: 16e in 113,47 2e ronde: 17e in 110,72 totaal: 224,19 halve finale: 14e in 168,29 |
| Vlakwater        |               |           | |
| Nivalter Santos  | C-1 500m (m)  | 14e       | serie 1: 6e in 1.51,363 halve finale 1: 7e in 1.56,139                                                    |
| Nivalter Santos  | C-1 1000m (m) | 17e       | serie 2: 6e in 4.17,407 halve finale 2: 7e in 4.12,556                                                    |

### Moderne vijfkamp
| Olympiër     | Discipline | Resultaat | Prestatie |
| ------------ | ---------- | --------- | --- |
| Yane Marques | vrouwen    | 18e       | schietsport: 7e met 185 punten (1156 punten) schermen: 14e met 19 overwinningen (856 punten) zwemmen: 6e in 2.15,44 (1296 punten) paardensport: 33e in 1.25,86 (948 punten) atletiek: 24e in 11.01,61 (1076 punten) totaal: 5332 punten |

### Paardensport
| Olympiër                                                    | Discipline  | Resultaat | Prestatie |
| Dressuur                                                    | Dressuur    | Dressuur  | Dressuur |
| ----------------------------------------------------------- | ----------- | --------- | --- |
| Rafael Gouveia Jr.                                          | individueel | 39e       | Grand Prix: 39e met 60,833% |
| Sergio Marins                                               | individueel | 42e       | Grand Prix: 42e met 60,125% |
| Eventing                                                    |             |           | |
| Jeferson Moreira                                            | individueel | 39e       | dressuur: 51e met 55,9 strafpunten crosscountry: 46e met 50,8 strafpunten springconcours: 19e met 4 strafpunten totaal: 110,7 strafpunten |
| André Paro                                                  | individueel | 47e       | dressuur: 57e met 59,6 strafpunten crosscountry: 41e met 39,2 strafpunten springconcours: 55e met 35 strafpunten totaal: 133,8 strafpunten                                                                                                   |
| Marcelo Tosi                                                | individueel | 22e       | dressuur: 63e met 64,8 strafpunten crosscountry: 27e met 24,8 strafpunten springconcours: 1e met 0 strafpunten totaal: 89,6 strafpunten |
| Saulo Tristão                                               | individueel | DNF       | dressuur: 69e met 79,6 strafpunten crosscountry: niet gefinisht |
| Jeferson Moreira André Paro Marcelo Tosi Saulo Tristão      | team        | 10e       | dressuur: 11e met 180,3 strafpunten crosscountry: 8e met 114,8 strafpunten springconcours: 10e met 39 strafpunten totaal: 334,1 strafpunten                                                                                                  |
| Springconcours                                              |             |           | |
| Bernardo Alves                                              | individueel | 27e       | kwalificatie: 27e 1e ronde: 1e met 0 strafpunten 2e ronde: 34e met 12 strafpunten 3e ronde: 36e met 20 strafpunten totaal: 32 strafpunten |
| Camila Benedicto                                            | individueel | 10e       | kwalificatie: 33ste 1e ronde: 35e met 5 strafpunten 2e ronde: 40e met 13 strafpunten 3e ronde: 26e met 9 strafpunten totaal: 27 strafpunten finale: 10e 1e ronde: 1e met 0 strafpunten 2e ronde: 13e met 8 strafpunten totaal: 8 strafpunten |
| Rodrigo Pessoa                                              | individueel | DSQ       | gediskwalificeerd na doping paard |
| Pedro Veniss                                                | individueel | DNF       | kwalificatie: 1e ronde: 1e met 0 strafpunten 2e ronde: niet gefinisht |
| Bernardo Alves Camila Benedicto Rodrigo Pessoa Pedro Veniss | team        | DSQ       | gediskwalificeerd na doping paard |

### Rowing
| Olympiër                        | Discipline             | Resultaat | Prestatie                                                                                                   |
| ------------------------------- | ---------------------- | --------- | --- |
| Anderson Nocetti                | skiff (m)              | 14e       | serie 2: 2e in 7.35,52 kwartfinale 2: 5e in 7.23,8 halve finale C/D: 3e in 7.18,78 finale C: 2e in 7.01,54  |
| Thiago Almeida Thiago Gomes     | lichte dubbel-twee (m) | 17e       | serie 3: 5e in 6.30,78 herkansingen: 4e in 6.51,99 halve finale C/D: 2e in 6.39,91 finale C: 5e in 6.36,24  |
|                                 |                        |           | |
| Fabiana Beltrame                | skiff (v)              | 19e       | serie 2: 4e in 8.08,84 kwartfinale 3: 5e in 7.52,65 halve finale C/D: 4e in 8.13,01 finale D: 1e in 7.43,04 |
| Camila Carvalho Luciana Granato | lichte dubbel-twee (v) | 15e       | serie : 5e in 7.25,90 herkansingen: 5e in 7.47,53 finale C: 3e in 7.22,40                                   |

### Schermen
| Olympiër      | Discipline | Resultaat | Prestatie                                                            |
| ------------- | ---------- | --------- | -------------------------------------------------------------------- |
| João Souza    | floret (m) | 17e       | 1e ronde: V van JPN Ota: 4-15                                        |
| Renzo Agresta | sabel (m)  | 17e       | 1e ronde: W van EGY Samir: 15-10 2e ronde: V van ITA Tarantino: 8-15 |

### Schietsport
| Olympiër        | Discipline              | Resultaat | Prestatie                                              |
| --------------- | ----------------------- | --------- | ------------------------------------------------------ |
| Júlio Almeida   | 50m pistool (m)         | 18e       | kwalificatie: 18e met 554 punten: (96-91-94-93-89-91)  |
| Stênio Yamamoto | 50m pistool (m)         | 44e       | kwalificatie: 44e met 538 punten: (91-89-86-92-91-89)  |
| Júlio Almeida   | 25m snelvuurpistool (m) | 11e       | kwalificatie: 11e met 568 punten: (98-96-90-98-100-86) |
| Júlio Almeida   | 10m luchtpistool (m)    | 13e       | kwalificatie: 13e met 580 punten: (98-97-97-98-95-95)  |
| Stênio Yamamoto | 10m luchtpistool (m)    | 43e       | kwalificatie: 43e met 568 punten: (92-96-94-97-92-97)  |

### Schoonspringen
| Olympiër       | Discipline    | Resultaat | Prestatie                        |
| -------------- | ------------- | --------- | -------------------------------- |
| César Castro   | 3m plank (m)  | 24e       | voorronde: 24e met 400,60 punten |
| Cassius Duran  | 10m toren (m) | 24e       | voorronde: 24e met 389,65 punten |
| Hugo Parisi    | 10m toren (m) | 19e       | voorronde: 19e met 412,95 punten |
|                |               |           |                                  |
| Juliana Veloso | 10m toren (v) | 16e       | voorronde: 23e met 283,75 punten |

### Synchroonzwemmen
| Olympiër                      | Discipline | Resultaat | Prestatie                                                                                            |
| ----------------------------- | ---------- | --------- | --- |
| Nayara Figueira Lara Teixeira | duet       | 13e       | kwalificatie: 13e technisch: 12e met 44,334 punten vrij: 13e met 14,667 punten totaal: 89,001 punten |

### Taekwondo
| Olympiër          | Discipline | Resultaat | Prestatie |
| ----------------- | ---------- | --------- | --- |
| Márcio Wenceslau  | -58kg (m)  | 9e        | 1e ronde: W van IRI Naderian: 2-1 kwartfinale: V van ESP Ramos: 1-3                                                                                |
|                   |            |           | |
| Débora Nunes      | -57kg (v)  | 9e        | 1e ronde: W van NIG Lele: gediskwalificeerd kwartfinale: V van CRO Zubčić: 2-3                                                                     |
| Natália Falavigna | +67kg (v)  | Brons     | 1e ronde: W van GRE Kouvari: 3-1 kwartfinale: W van AUS Marton: 5-2 halve finale: V van NOR Solheim: 2-2 bronzen finale: W van SWE Kedzierska: 5-2 |

### Tafeltennis
| Olympiër                                   | Discipline    | Resultaat | Prestatie                                                                     |
| ------------------------------------------ | ------------- | --------- | ----------------------------------------------------------------------------- |
| Thiago Monteiro                            | enkelspel (m) | 49e       | voorronde: vrij 1e ronde: V van PRK Kim: 1-4                                  |
| Gustavo Tsuboi                             | enkelspel (m) | 49e       | voorronde: W van CAN Peter-Paul: 4-3 1e ronde: V van GRE Gionis: 0-4          |
| Hugo Hoyama Thiago Monteiro Gustavo Tsuboi | team (m)      | 9e        | groep C: 4e V van Zuid-Korea: 1-3 V van Chinees Taipei: 1-3 V van Zweden: 0-3 |
|                                            |               |           |                                                                               |
| Mariany Nonaka                             | enkelspel (v) | 65e       | voorronde: V van LTU Paškauskienė: 0-4                                        |

### Tennis
| Olympiër              | Discipline     | Resultaat | Prestatie                                                                                        |
| --------------------- | -------------- | --------- | ------------------------------------------------------------------------------------------------ |
| Thomaz Bellucci       | enkelspel (m)  | 33e       | 1e ronde: V van SVK: Hrbatý: 6-2, 4-6, 2-6                                                       |
| Marcos Daniel         | enkelspel (m)  | 33e       | 1e ronde: V van AUT: Melzer: 7-6(9), 1-6, 6-8                                                    |
| Marcelo Melo André Sá | dubbekspel (m) | 9e        | 1e ronde: W van CZE: Berdych/Štěpánek: 5-7, 6-2, 8-6 2e ronde: V van IND Bhupathi/Paes: 4-6, 2-6 |

### Triatlon
| Olympiër         | Discipline | Resultaat | Prestatie  |
| ---------------- | ---------- | --------- | ---------- |
| Reinaldo Colucci | mannen     | 26e       | 1:51.35,57 |
| Juraci Moreira   | mannen     | 37e       | 1:53.13,94 |
|                  |            |           |            |
| Mariana Ohata    | vrouwen    | 39e       | 2:07.11,92 |

### Voetbal

#### Mannen
| Olympiër | Discipline | Resultaat | Prestatie |
| --- | ---------- | --------- | --- |
| Diego Alves Renan Rafinha Alex Silva Thiago Silva Marcelo Ilsinho Breno Hernanes Anderson Lucas Ronaldinho Ramires Diego Thiago Neves Alexandre Pato Rafael Sóbis Jô | mannen     | Brons     | groep C: 1e W van België: 1-0 W van Nieuw-Zeeland: 5-0 W van China: 3-0 kwartfinale: W van Kameroen: 2-0 halve finale: V van Argentinië: 0-3 bronzen finale: W van België: 3-0 |

| Groep C |               |             |             |             |             |            |            |            |        |
| #       | Land          | Wedstrijden | Wedstrijden | Wedstrijden | Wedstrijden | Doelpunten | Doelpunten | Doelpunten | Punten |
| #       | Land          | G           | W           | G           | V           | V          | T          | Saldo      | Punten |
| 1       | Brazilië      | 3           | 3           | 0           | 0           | 9          | 0          | +9         | 9      |
| 2       | België        | 3           | 2           | 0           | 1           | 3          | 1          | +2         | 6      |
| 3       | China         | 3           | 0           | 1           | 2           | 1          | 6          | -5         | 1      |
| 4       | Nieuw-Zeeland | 3           | 0           | 1           | 2           | 1          | 7          | -6         | 1      |

| Ronde          | Datum       | Plaats        | Land | Score    | Land |
| -------------- | ----------- | ------------- | ---- | -------- | ---- |
| Groepsfase     |             |               |      |          |      |
| 7 augustus     | Shenyang    | Brazilië      | 1-0  | België   |      |
| 10 augustus    | Shenyang    | Nieuw-Zeeland | 0-5  | Brazilië |      |
| 13 augustus    | Qinhuangdao | China         | 0-3  | Brazilië |      |
| Kwartfinale    |             |               |      |          |      |
| 16 augustus    | Shenyang    | Brazilië      | 2-0  | Kameroen |      |
| Halve finale   |             |               |      |          |      |
| 19 augustus    | Peking      | Argentinië    | 3-0  | Brazilië |      |
| Bronzen finale |             |               |      |          |      |
| 22 augustus    | Shanghai    | België        | 0-3  | Brazilië |      |

#### Vrouwen
| Olympiër | Discipline | Resultaat | Prestatie |
| --- | ---------- | --------- | --- |
| Andreia Andreia Rosa Barbara Cristiana Daniela Erika Ester Fabiana Formiga Franciella Marta Maurine Maycon Pretinha Renata Costa Rosana Simone Tania | vrouwe     | Zilver    | groep B: 1e: G tegen Duitsland: 0-0 W van Noord-Korea: 2-1 W van Nigeria: 3-1 kwartfinale: W van Noorwegen: 2-1 halve finale: W van Duitsland: 4-1 finale: V van Verenigde Staten: 0-1 |

| Groep B |             |             |             |             |             |            |            |            |        |
| #       | Land        | Wedstrijden | Wedstrijden | Wedstrijden | Wedstrijden | Doelpunten | Doelpunten | Doelpunten | Punten |
| #       | Land        | G           | W           | G           | V           | V          | T          | Saldo      | Punten |
| 1       | Brazilië    | 3           | 2           | 1           | 0           | 5          | 2          | +3         | 7      |
| 2       | Duitsland   | 3           | 2           | 1           | 0           | 2          | 0          | +2         | 7      |
| 3       | Noord-Korea | 3           | 1           | 0           | 2           | 2          | 3          | -1         | 3      |
| 4       | Nigeria     | 3           | 0           | 0           | 3           | 1          | 5          | -4         | 0      |

| Ronde        | Datum    | Plaats    | Land | Score            | Land |
| ------------ | -------- | --------- | ---- | ---------------- | ---- |
| Groepsfase   |          |           |      |                  |      |
| 6 augustus   | Peking   | Duitsland | 0-0  | Brazilië         |      |
| 9 augustus   | Shenyang | Brazilië  | 1-0  | Noord-Korea      |      |
| 12 augustus  | Peking   | Nigeria   | 0-3  | Brazilië         |      |
| Kwartfinale  |          |           |      |                  |      |
| 15 augustus  | Tianjin  | Brazilië  | 2-1  | Noorwegen        |      |
| Halve finale |          |           |      |                  |      |
| 18 augustus  | Shanghai | Brazilië  | 4-1  | Duitsland        |      |
| Finale       |          |           |      |                  |      |
| 21 augustus  | Peking   | Brazilië  | 0-1  | Verenigde Staten |      |

### Volleybal

#### Beach
| Olympiër                           | Discipline | Resultaat | Prestatie |
| ---------------------------------- | ---------- | --------- | --- |
| Márcio Araújo Fabio Luiz Magalhães | beach (m)  | Zilver    | groep D: 2e W van ITA Amore/Lione: 2-0 (21-18, 21-18) V van AUT Doppler/Gartmayer: 1-2 (20-22, 21-19, 11-15) W van RUS Barsoek/Kolodinski: 0-2 (24-22, 21-17) 2e ronde: W van JPN Asahi/Shiratori: 2-0 (23-21, 21-15) kwartfinale: W van AUT Gosch/Horst: 2-0 (22-20, 21-17) halve finale: W van BRA Rego/Santos: 2-0 (22-20, 21-18) finale: V van USA Dalhausser/Rogers: 1-2 (21-23, 21-17, 4-15)                     |
| Emanuel Rego Ricardo Santos        | beach (m)  | Brons     | groep C: 1e W van ANG Fernandes/Abreu: 2-0 (21-8, 21-13) W van GEO Gomes/Terceiro: 2-0 (21-19, 21-17) W van AUS Schacht/Slack: 2-0 (21-14, 21-17) 2e ronde: W van RUS Barsoek/Kolodinski: 2-1 (18-21, 25-23, 15-13) kwartfinale: W van USA Gibb/Rosenthal: 2-0 (21-18, 21-16) halve finale: V van BRA Araujo/Magalhaes: 0-2 (20-22, 18-21) bronzen finale: W van GEO Gomes/Terceiro: 2-0 (21-15, 21-10)                |
|                                    |            |           | |
| Talita Antunes Renata Ribeiro      | beach (v)  | 4e        | groep F: 1e W van MEX Candelas/García: 2-1 (18-21,21-16, 15-8) W van AUT D Schwaiger/S Schwaiger: 2-0 (21-18, 21-19) W van GRE Arvaniti/Karantasiou: 2-0 (22-20, 21-19) 2e ronde: W van NOR Glesnes/Maaseide: 2-1 (12-21, 21-19, 15-13) kwartfinale: W van AUS Hinchley/Cook: 2-0 (24-22, 21-14) halve finale: V van USA May-Treanor/Walsh: 0-2 (12-21, 14-21) bronzen finale: V van CHN Xue/Zhang: 0-2 (19-21, 17-21) |
| Ana Paula Connelly Larissa França  | beach (v)  | 5e        | groep C: 2e W van GEO Martins/Santanna: 2-1 (23-25, 21-17, 15-5) W van RUS Sjirjajeva/Oerjadova: 2-1 (19-21, 21-12, 15-13) V van AUS Hinchley/Cook: 0-2 (21-23, 21-23) 2e ronde: W van GER Pohl/Rau: 2-0 (21-18, 21-14) kwartfinale: V van USA May-Treanor/Walsh: 0-2 (18-21, 15-21) |

#### Indoor
| Olympiër | Discipline | Resultaat | Prestatie |
| --- | ---------- | --------- | --- |
| Dante Amaral Marcelo Elgarten Gustavo Endres Murilo Endres Samuel Fuchs Gilberto Godoy Filho Andre Heller Andre Nascimento Bruno Rezende Anderson Rodrigues Rodrigo Santana Sergio Santos | mannen     | Zilver    | groep B: 1e W van Egypte: 3-0 (25-19, 25-15, 25-18) W van Servië: 3-1 (25-27, 25-20, 25-17, 25-21) V van Rusland: 1-3 (25-22, 24-26, 29-31, 19-25) W van Polen: 3-0 (30-28, 25-19, 25-19) W van Duitsland: 3-0 (25-22, 25-21, 25-23) kwartfinale: W van China: 3-0 (25-17, 25-15, 25-16) halve finale: W van Italië: 3-1 (19-25, 25-18, 25-21, 25-22) finale: V van Verenigde Staten: 1-3 (25-20, 25-22, 25-21, 25-23) |

| Groep B |           |             |             |             |             |             |             |        |        |        |        |
| #       | Land      | Wedstrijden | Wedstrijden | Wedstrijden | Wedstrijden | Wedstrijden | Wedstrijden | Punten | Punten | Punten | Punten |
| #       | Land      | G           | W           | V           | SW          | SV          | SR          | SPW    | SPL    | Saldo  | Punten |
| 1       | Brazilië  | 5           | 4           | 1           | 13          | 4           | +9          | 427    | 373    | +54    | 9      |
| 2       | Rusland   | 5           | 4           | 1           | 14          | 7           | +7          | 496    | 447    | +49    | 9      |
| 3       | Polen     | 5           | 4           | 1           | 12          | 6           | +6          | 434    | 404    | +30    | 9      |
| 4       | Servië    | 5           | 2           | 3           | 9           | 10          | -1          | 440    | 439    | +1     | 7      |
| 5       | Duitsland | 5           | 1           | 4           | 6           | 12          | -6          | 418    | 440    | -22    | 6      |
| 6       | Egypte    | 5           | 0           | 5           | 0           | 15          | -15         | 267    | 379    | -112   | 5      |

| Ronde        | Datum  | Plaats           | Land | Score    | Land |
| ------------ | ------ | ---------------- | ---- | -------- | ---- |
| Groepsfase   |        |                  |      |          |      |
| 10 augustus  | Peking | Brazilië         | 3-0  | Egypte   |      |
| 12 augustus  | Peking | Servië           | 1-3  | Brazilië |      |
| 14 augustus  | Peking | Brazilië         | 1-3  | Rusland  |      |
| 16 augustus  | Peking | Brazilië         | 3-0  | Polen    |      |
| 18 augustus  | Peking | Duitsland        | 0-3  | Brazilië |      |
| Kwartfinale  |        |                  |      |          |      |
| 20 augustus  | Peking | China            | 0-3  | Brazilië |      |
| Halve finale |        |                  |      |          |      |
| 22 augustus  | Peking | Italië           | 1-3  | Brazilië |      |
| Finale       |        |                  |      |          |      |
| 24 augustus  | Peking | Verenigde Staten | 3-1  | Brazilië |      |

| Olympiër | Discipline | Resultaat | Prestatie |
| --- | ---------- | --------- | --- |
| Carolina Alburqueque Jacqueline Carvalho Sheilla Castro Fabiana Claudino Welissa Gonzaga Thaisa Menezes Valeska Menezes Walewska Oliveira Fabiana de Oliveira Paula Pequeno Helia Souza Marianne Steinbrecher | vrouwen    | Goud      | groep B: 1e W van Algerije: 3-0 (25-11, 25-11, 25-10) W van Rusland: 3-0 (25-14, 25-14, 25-16) W van Servië: 3-0 (25-13, 25-15, 25-23) W van Kazachstan: 3-0 (25-13, 25-6, 27-25) W van Italië: 3-0 (25-16, 25-22, 25-17) kwartfinale: W van Japan: 3-0 (25-12, 25-20, 25-16) halve finale: W van China: 3-0 (27-25, 25-22, 25-14) finale: W van Verenigde Staten: 3-1 (25-15, 18-25, 25-13, 25-21) |

| Groep B |            |             |             |             |             |             |             |        |        |        |        |
| #       | Land       | Wedstrijden | Wedstrijden | Wedstrijden | Wedstrijden | Wedstrijden | Wedstrijden | Punten | Punten | Punten | Punten |
| #       | Land       | G           | W           | V           | SW          | SV          | SR          | SPW    | SPL    | Saldo  | Punten |
| 1       | Brazilië   | 5           | 5           | 0           | 15          | 0           | +15         | 377    | 226    | +149   | 10     |
| 2       | Italië     | 5           | 4           | 1           | 12          | 4           | +8          | 372    | 315    | +57    | 9      |
| 3       | Rusland    | 5           | 3           | 2           | 10          | 6           | +4          | 353    | 312    | +41    | 8      |
| 4       | Servië     | 5           | 2           | 3           | 6           | 10          | -4          | 343    | 349    | -6     | 7      |
| 5       | Kazachstan | 5           | 1           | 4           | 4           | 13          | -9          | 323    | 404    | -81    | 6      |
| 6       | Algerije   | 5           | 0           | 5           | 1           | 15          | -14         | 230    | 392    | -162   | 5      |

| Ronde        | Datum  | Plaats           | Land | Score      | Land |
| ------------ | ------ | ---------------- | ---- | ---------- | ---- |
| Groepsfase   |        |                  |      |            |      |
| 9 augustus   | Peking | Algerije         | 0-3  | Brazilië   |      |
| 11 augustus  | Peking | Brazilië         | 3-0  | Rusland    |      |
| 13 augustus  | Peking | Servië           | 0-3  | Brazilië   |      |
| 15 augustus  | Peking | Brazilië         | 3-0  | Kazachstan |      |
| 17 augustus  | Peking | Italië           | 0-3  | Brazilië   |      |
| Kwartfinale  |        |                  |      |            |      |
| 19 augustus  | Peking | Japan            | 0-3  | Brazilië   |      |
| Halve finale |        |                  |      |            |      |
| 21 augustus  | Peking | China            | 0-3  | Brazilië   |      |
| Finale       |        |                  |      |            |      |
| 23 augustus  | Peking | Verenigde Staten | 1-3  | Brazilië   |      |

### Wielersport
| Olympiër           | Discipline       | Resultaat    | Prestatie    |
| Mountainbike       | Mountainbike     | Mountainbike | Mountainbike |
| ------------------ | ---------------- | ------------ | ------------ |
| Rubens Donizete    | mountainbike (m) | 21e          | 2:05.19      |
|                    |                  |              |              |
| Jaqueline Mourão   | mountainbike (v) | 19e          | op 1 ronde   |
| Weg                |                  |              |              |
| Murilo Fischer     | wegwedstrijd (m) | 19e          | 6:26.17      |
| Luciano Pagliarini | wegwedstrijd (m) | 89e          | 7:08.27      |
|                    |                  |              |              |
| Clemilda Fernandes | wegwedstrijd (v) | 51e          | 3:41.01      |

### Worstelen
| Olympiër            | Discipline  | Resultaat   | Prestatie                                                                  |
| Vrije stijl         | Vrije stijl | Vrije stijl | Vrije stijl                                                                |
| ------------------- | ----------- | ----------- | -------------------------------------------------------------------------- |
| Rosangela Conceição | -72kg (v)   | 8e          | 1e ronde: W van KAZ Zhanibekova: 3-1 kwartfinale: V van JPN Hamaguchi: 0-5 |

### Zeilen
| Olympiër                      | Discipline | Resultaat | Prestatie                                     |
| ----------------------------- | ---------- | --------- | --------------------------------------------- |
| Ricardo Santos                | RS:X (m)   | 5e        | 65 punten: (12-6-13-7-6-3-6-7-5-33-12)        |
| Bruno Fontes                  | laser (m)  | 27e       | 185 punten: (31-17-31-12-12-24-35-23-39)      |
| Samuel Albrecht Fábio Pillar  | 470 (m)    | 17e       | 134 punten: (9-30-10-18-4-30-16-10-24-13)     |
| Bruno Prada Robert Scheidt    | star (m)   | Zilver    | 53 punten: (10-11-6-1-9-10-2-3-3-3-6)         |
|                               |            |           |                                               |
| Patrícia Freitas              | RS:X (v)   | 18e       | 135 punten: (20-13-15-23-6-7-21-17-16-20-DNF) |
| Fernanda Oliveira Isabel Swan | 470 (v)    | Brons     | 60 punten: (11-16-5-10-7-6-6-2-7-4-2)         |
|                               |            |           |                                               |
| Eduardo Couto                 | finn       | 13e       | 89 punten: (6-16-DNF-7-2-17-14-27)            |
| André Fonseca Rodrigo Duarte  | 49er       | 7e        | 99 punten: (10-5-8-9-9-4-12-5-11-1-9-13-16)   |

### Zwemmen
| Olympiër                                                             | Discipline            | Resultaat | Prestatie                                                                            |
| -------------------------------------------------------------------- | --------------------- | --------- | ------------------------------------------------------------------------------------ |
| César Cielo                                                          | 50m vrije slag (m)    | Goud      | serie 11: 1e in 21,47 (OR) halve finale 1: 1e in 21,34 (OR) finale: 1e in 21,30 (OR) |
| Nicholas Santos                                                      | 50m vrije slag (m)    | 16e       | serie 11: 4e in 22,00 halve finale 2: 8e in 22,15                                    |
| César Cielo                                                          | 100m vrije slag (m)   | Brons     | serie 8: 4e in 48,16 halve finale 1: 5e in 48,07 finale: 3e in 47,67                 |
| Rodrigo Castro                                                       | 200m vrije slag (m)   | 16e       | serie 6: 7e in 1.47,87 halve finale 1: 8e in 1.48,71                                 |
| Guilherme Guido                                                      | 100m rugslag (m)      | 20e       | serie 6: 6e in 54,89                                                                 |
| Lucas Salatta                                                        | 200m rugslag (m)      | 20e       | serie 5: 6e in 1.59,91                                                               |
| Henrique Barbosa                                                     | 100m schoolslag (m)   | 23e       | serie 7: 7e in 1.01,11                                                               |
| Felipe França Silva                                                  | 100m schoolslag (m)   | 22e       | serie 7: 6e in 1.01,04                                                               |
| Henrique Barbosa                                                     | 200m schoolslag (m)   | 30e       | serie 6: 7e in 2.12,99                                                               |
| Thiago Pereira                                                       | 200m schoolslag (m)   | 19e       | serie 3: 1e in 2.11,40                                                               |
| Kaio de Almeida                                                      | 100m vlinderslag (m)  | 15e       | serie 9: 5e in 52,05 halve finale 1: 8e in 52,32                                     |
| Gabriel Mangabeira                                                   | 100m vlinderslag (m)  | 23e       | serie 8: 5e in 52,28                                                                 |
| Kaio de Almeida                                                      | 200m vlinderslag (m)  | 7e        | serie 6: 2e in 1.54,65 halve finale 2: 3e in 1.55,21 finale: 7e in 1.54,71           |
| Thiago Pereira                                                       | 200m wisselslag (m)   | 4e        | serie 5: 2e in 1.58,41 halve finale 2: 2e in 1.58,06 finale: 4e in 1.58,14           |
| Thiago Pereira                                                       | 400m wisselslag (m)   | 8e        | serie 3: 3e in 4.11,74 finale: 8e in 4.15,40                                         |
| Rodrigo Castro César Cielo Fernando Silva Nicolas Oliveira           | 4x100m vrije slag (m) | DSQ       | serie 2: gediskwalificeerd                                                           |
| Rodrigo Castro Phillip Morrison Lucas Salatta Nicolas Oliveira       | 4x200m vrije slag (m) | 16e       | serie 1: 8e in 7.19,54                                                               |
| Kaio de Almeida Guilherme Guido Fernando Silva Nicolas Oliveira      | 4x100m wisselslag (m) | 14e       | serie 1: 6e in 3.38,66                                                               |
| Allan do Carmo                                                       | 10km open water (m)   | 14e       | 1:52.16,6                                                                            |
|                                                                      |                       |           |                                                                                      |
| Flávia Cazziolato                                                    | 50m vrije slag (v)    | 22e       | serie 10: 6e in 25,34                                                                |
| Tatiana Barbosa                                                      | 100m vrije slag (v)   | 19e       | serie 7: 7e in 55,01                                                                 |
| Monique Ferreira                                                     | 200m vrije slag (v)   | 28e       | serie 3: 4e in 2.00,64                                                               |
| Monique Ferreira                                                     | 400m vrije slag (v)   | 21e       | serie 3: 2e in 4.12,21                                                               |
| Fabíola Molina                                                       | 100m rugslag (v)      | 18e       | serie 7: 5e in 1.01,00                                                               |
| Tatiane Sakemi                                                       | 100m schoolslag (v)   | 39e       | serie 3: 5e in 1.11,75                                                               |
| Tatiane Sakemi                                                       | 200m schoolslag (v)   | 40e       | serie 1: 3e in 2.39,13                                                               |
| Daynara de Paula                                                     | 100m vlinderslag (v)  | 34e       | serie 4: 8e in 59,45                                                                 |
| Gabriella Silva                                                      | 100m vlinderslag (v)  | 7e        | serie 5: 2e in 58,00 halve finale 2: 4e in 58,39 finale: 7e in 58,10                 |
| Joanna Melo                                                          | 200m vlinderslag (v)  | 22e       | serie 5: 7e in 2.10,64                                                               |
| Joanna Melo                                                          | 200m wisselslag (v)   | 22e       | serie 2: 1e in 2.14,97                                                               |
| Joanna Melo                                                          | 400m wisselslag (v)   | 17e       | serie 2: 1e in 4.40,18                                                               |
| Tatiana Barbosa Flávia Cazziolato Monique Ferreira Michelle Lenhardt | 4x100m vrije slag (v) | 13e       | serie 1: 8e in 3.42,85                                                               |
| Tatiana Barbosa Fabíola Molina Tatiane Sakemi Gabriella Silva        | 4x100m wisselslag (v) | 10e       | serie 1: 5e in 4.02,61                                                               |
| Ana Marcela Cunha                                                    | 10km open water (v)   | 5e        | 1:59.36,8                                                                            |
| Poliana Okimoto                                                      | 10km open water (v)   | 7e        | 1:59.37,4                                                                            |

Afghanistan · Albanië · Algerije · Amerikaanse Maagdeneilanden · Amerikaans-Samoa · Andorra · Angola · Antigua en Barbuda · Argentinië · Armenië · Aruba · Australië · Azerbeidzjan · Bahama's · Bahrein · Bangladesh · Barbados · België · Belize · Benin · Bermuda · Bhutan · Bolivia · Bosnië en Herzegovina · Botswana · Brazilië · Britse Maagdeneilanden · Bulgarije · Burkina Faso · Burundi · Cambodja · Canada · Centraal-Afrikaanse Republiek · Chili · China · Chinees Taipei · Colombia · Comoren · Congo-Brazzaville · Congo-Kinshasa · Cookeilanden · Costa Rica · Cuba · Cyprus · Denemarken · Djibouti · Dominica · Dominicaanse Republiek · Duitsland · Ecuador · Egypte · El Salvador · Equatoriaal-Guinea · Eritrea · Estland · Ethiopië · Fiji · Filipijnen · Finland · Frankrijk · Gabon · Gambia · Georgië · Ghana · Grenada · Griekenland · Groot-Brittannië · Guam · Guatemala · Guinee · Guinee‑Bissau · Guyana · Haïti · Honduras · Hongarije · Hongkong · Ierland · IJsland · India · Indonesië · Irak · Iran · Israël · Italië · Ivoorkust · Jamaica · Japan · Jemen · Jordanië · Kaaimaneilanden · Kaapverdië · Kameroen · Kazachstan · Kenia · Kirgizië · Kiribati · Koeweit · Kroatië · Laos · Lesotho · Letland · Libanon · Liberia · Libië · Liechtenstein · Litouwen · Luxemburg · Macedonië · Madagaskar · Malawi · Malediven · Maleisië · Mali · Malta · Marshalleilanden · Marokko · Mauritanië · Mauritius · Mexico · Micronesië · Moldavië · Monaco · Mongolië · Montenegro · Mozambique · Myanmar · Namibië · Nauru · Nederland · Nederlandse Antillen · Nepal · Nicaragua · Nieuw-Zeeland · Niger · Nigeria · Noord-Korea · Noorwegen · Oeganda · Oekraïne · Oezbekistan · Oman · Oostenrijk · Oost‑Timor · Pakistan · Palau · Palestina · Panama · Papoea-Nieuw-Guinea · Paraguay · Peru · Polen · Portugal · Puerto Rico · Qatar · Roemenië · Rusland · Rwanda · Saint Kitts en Nevis · Saint Lucia · Saint Vincent en Grenadines · Salomonseilanden · Samoa · San Marino · Sao Tomé en Principe · Saoedi-Arabië · Senegal · Servië · Seychellen · Sierra Leone · Singapore · Slovenië · Slowakije · Soedan · Somalië · Spanje · Sri Lanka · Suriname · Swaziland · Syrië · Tadzjikistan · Tanzania · Thailand · Togo · Tonga · Trinidad en Tobago · Tsjaad · Tsjechië · Tunesië · Turkije · Turkmenistan · Tuvalu · Uruguay · Vanuatu · Venezuela · Verenigde Arabische Emiraten · Verenigde Staten · Vietnam · Wit-Rusland · Zambia · Zimbabwe · Zuid-Afrika · Zuid-Korea · Zweden · Zwitserland
Uitgesloten van deelname: Brunei